# Chalvignac
Chalvignac – miejscowość i gmina we Francji, w regionie Owernia-Rodan-Alpy, w departamencie Cantal.
Według danych na rok 1990 gminę zamieszkiwało 525 osób, a gęstość zaludnienia wynosiła 15 osób/km² (wśród 1310 gmin Owernii Chalvignac plasuje się na 397. miejscu pod względem liczby ludności, natomiast pod względem powierzchni na miejscu 136.).